# Polyipnus paxtoni
Polyipnus paxtoni är en fiskart som beskrevs av Harold, 1989. Polyipnus paxtoni ingår i släktet Polyipnus och familjen pärlemorfiskar. Inga underarter finns listade i Catalogue of Life.